# Мелиховский сельский совет Харьковской области
Мелиховский сельский совет — входит в состав Нововодолажского района Харьковской области Украины.
Административный центр сельского совета находится в селе Мелиховка.

## История
- 1920 — дата образования.

## Населённые пункты совета
- село Мелиховка
- село Парасковия